# ビヨンセ (アルバム)
『ビヨンセ』（Beyoncé）は、ビヨンセの5作目となるスタジオ・アルバムである。2013年12月13日にリリースされた。ビヨンセ自身はセルフ・タイトル作である本作を「ビジュアル・アルバム」と表現しており、14曲の楽曲と、17本のミュージック・ビデオのセットで構成されている作品である。

## 概要
2013年12月13日、アルバムについての事前告知やプロモーションの一切ない中、突如iTunes Storeでアルバムを発売開始。ビルボードによると発売から3日間で、米国内だけで61万7千組のダウンロードがあり、ソロとして5作連続の初登場1位を記録した。初週売り上げは彼女のソロのキャリアの中で最高の数字となった。また世界規模では、3日間で82万8千組のダウンロードがあり、iTunes Storeにおける史上最速セールスとなった。発売から6日後には、世界セールスは100万ダウンロードを突破した。2014年1月時点で、全世界セールスは300万組を突破している。
音楽的には、電子的なR&Bとポップの要素をベースとしながらも、ミニマルなプロダクションで統一されており、現代的で先鋭的なサウンドが展開されている。
プロデュース、楽曲制作にはビヨンセ自身はもちろん、ティンバランドやファレル・ウィリアムスといった盟友に加え、全く無名の新人のブーツ (Boots) 、夫のジェイ・Z、ミゲル、ジャスティン・ティンバーレイク、フランク・オーシャン、ドレイク、キャロライン・ポラチェック、ヒット・ボーイ (Hit-Boy) 、ディテール (Detail) といった錚々たるミュージシャンが参加している。
歌詞の面では主に、あけすけなまでのセックスや愛が描かれており、これについてビヨンセは「子どもを産んでも自分の好きなことを続けられるし、セクシーであり続けられる。私は、自分の性的な部分を見せることを恥ずかしいとは思わないし、そういう部分を抑える必要もないと思っている。セクシュアリティは、誰もが持っているパワーだと信じているから。」と語っている。
本作は、批評家筋の間から非常に高い評価を集め、メタクリティックによると、34の批評媒体から平均して100点満点中85点という評価を受けている。ピッチフォーク・メディアは10点満点中8.8点、FACT誌は5点満点中4.5点、スピン誌は10点満点中9点をそれぞれ与えた。また、ビルボードは本作をこの年の年間ベスト・アルバムランキングにおいて1位とした。

## 収録曲

### ディスク1 (CD)
1. Pretty Hurts
2. Haunted
3. Drunk in Love (feat. JAY Z)
本作からの2曲目のシングル。第56回グラミー賞授賞式典で歌唱され、翌週の全米チャートにおいて最高2位を記録。シングルチャートのトップ10入りは、2010年4月に客演参加したレディー・ガガの『テレフォン』が最高3位を記録して以来、自身のリードシングルとしては2009年11月に『Sweet Dreams』が最高10位になって以来、また、トップ5入りに限れば、2009年5月に『Halo』が最高5位になって以来のこととなった。
4. Blow
5. No Angel
6. Partition
本作からの3曲目のシングル。
7. Jealous
8. Rocket
9. Mine (feat. Drake)
10. XO
本作からの最初のシングル。
11. ***Flawless (feat. Chimamanda Ngozi Adichie)
12. Superpower (feat. Frank Ocean)
13. Heaven
14. Blue (feat. Blue Ivy)

### ディスク2 (DVD)
1. Pretty Hurts
2. Ghost
3. Haunted
4. Drunk in Love (feat. JAY Z)
5. Blow
6. No Angel
7. Yoncé
8. Partition
9. Jealous
10. Rocket
11. Mine (feat. Drake)
12. XO
13. ***Flawless (feat. Chimamanda Ngozi Adichie)
14. Superpower (feat. Frank Ocean)
15. Heaven
16. Blue (feat. Blue Ivy)
17. Credits
18. Grown Woman (ボーナストラック)